# Ignacia auriculata
Ignacia auriculata är en insektsart som först beskrevs av Bolívar 1896.  Ignacia auriculata ingår i släktet Ignacia och familjen Pseudophasmatidae. Inga underarter finns listade i Catalogue of Life.